# Habitatges al carrer d'Amàlia Soler, 45-49 (Vilafranca del Penedès)
Les tres cases situades al carrer Amàlia Soler, 45-49 són tres edificis entre mitgeres d'una crugia cadascuna, situades al municipi de Vilafranca del Penedès (Alt Penedès) que formen part de l'Inventari del Patrimoni Arquitectònic de Catalunya. Les cases estan situades a l'Eixample Vuitcentista que té com a eix el carrer d'Amàlia Soler, ocupat inicialment per aquest tipus d'arquitectura popular.
Consten de planta baixa, entresòl, pis i golfes. La coberta és de teula àrab a dues aigües. La seva particularització no té cap altre valor que el d'exemple. Aquesta tipologia és també usual en altres carrers de Vilafranca. Aquestes cases generalment es construïen en grups, adoptant variants dimensionals, principalment en la portalada.